# Victoria Subercaseaux Vicuña
Victoria Subercaseaux Vicuña (Santiago de Xile, 28 de juliol de 1848 - 4 de març de 1931) va ser una socialite xilena que va tenir una notable presència en el món polític i intel·lectual del seu país. Va ser directora honorària de la Biblioteca del Bando de Piedad i va impulsar la Sociedad Protectora. També va participar en tasques humanitàries amb persones amb discapacitat funcional i veterans de la Guerra del Pacífic i va ser assessora política del seu marit, l’intendent Benjamín Vicuña i Mackenna.

## Biografia
Nascuda a Santiago de Xile el 28 de juliol de 1848, era filla de Magdalena Vicuña Aguirre i del senador Ramón Subercaseaux i Mercado. La seva família paterna, descendent d’avantpassats francesos que s’havien enriquit amb la mineria, formava part de l’alta societat xilena.
Va passar la seva infantesa entre la propietat rural de la família, el Llano Subercaseaux, i la casa de la família a la capital del país. La seva formació a l'escola privada de Miss Whitelock es va completar amb professors particulars. Com la majoria de noies de famílies acabalades d’aquell moment, va estudiar piano i va fer concerts a les tertúlies privades que oferia la seva família.
Va conèixer el que seria el seu marit el 1866 durant la seva presentació en societat, en el ball oficial per celebrar la reelecció del president de Xile José Joaquín Pérez. Aviat, a més d’acompañar-lo en actes polítics i protocol·laris, va esdevenir la seva assessora.
Victoria Subercaseaux va morir el 4 de març de 1931.
L’any 1931 l'Ajuntament de Santiago de Xile va posar el seu nom a un carrer de la capital xilena, en el marc de les festes de celebració del Centenari de Vicuña Mackenna. És el carrer on havia residit després d’enviudar i on es diu que feia pràctiques espiritistes. A més, la Illa Victòria de l'Arxipèlag dels Chonos s'anomenà així en honor seu.